# Andrea Collazos
Andrea Collazos es una deportista colombiana que compitió en judo. Ganó una medalla de plata en el Campeonato Panamericano de Judo de 2004, en la categoría de –44 kg.

## Palmarés internacional
| Campeonato Panamericano | Campeonato Panamericano       | Campeonato Panamericano | Campeonato Panamericano |
| Año                     | Lugar                         | Medalla                 | Categoría               |
| ----------------------- | ----------------------------- | ----------------------- | ----------------------- |
| 2004                    | Isla de Margarita (Venezuela) | Medalla de plata        | –44 kg                  |